# 13715 Steed
13715 Steed è un asteroide della fascia principale. Scoperto nel 1998, presenta un'orbita caratterizzata da un semiasse maggiore pari a 2,5946772 au e da un'eccentricità di 0,1507691, inclinata di 5,87867° rispetto all'eclittica.
L'asteroide è dedicato allo studente statunitense Jared Benjamin Steed.